# Компонентно-орієнтоване програмування
Компоне́нтно-орієнто́ване програмува́ння (англ. component-oriented programming) — одна з парадигм програмування, виникла як свого роду дисципліна, тобто набір певних обмежень, що накладаються на механізм об'єктно-орієнтованого програмування (ООП), коли стало зрозуміло, що безконтрольне застосування ООП призводить до виникнення проблем з надійністю великих програмних комплексів.
Це так звана проблема крихких базових типів (англ. fragile base class problem): проявляється при спробі змінити реалізацію базового типу (базового класу), коли порушується функціонування класів-нащадків.

## Історія
Ідею того, що програмне забезпечення слід розбивати на компоненти та будувати із наборів вже наявних компонент, вперше було висловлено Дугласом Макілроєм (англ. Douglas McIlroy) в доповіді «Масове виробництво програмних компонент» (англ. Mass Produced Software Components) на конференції комп'ютерних інженерів НАТО в місті Гарміш, Німеччина, в 1968 році. Ця конференція мала наміри протидіяти так званій «кризі програмного забезпечення». Зроблена ним реалізація конвеєрів в операційній системі Unix була першою реалізацією інфраструктури для цієї ідеї.
Згадаймо, що структурне програмування теж виникло як деяка дисципліна використовування структур керування, що виключає безконтрольні неврегульовані переходи управління за допомогою оператора GOTO.